# Dziecięca choroba „lewicowości” w komunizmie
Dziecięca choroba „lewicowości” w komunizmie (ros. Детская болезнь „левизны” в коммунизме) – książka Włodzimierza Lenina z 1920. Jest to praca polemiczno-teoretyczna, w której Lenin poddaje krytyce niektóre działania partii lewicowych na zachodzie (tzw. lewicowy komunizm), rozwijając równocześnie własną koncepcję działalności partii komunistycznej. Książka, napisana po rosyjsku, była w pierwszym roku wydania przetłumaczona na angielski, francuski i niemiecki i rozdawana w czasie drugiego kongresu Kominternu.

## Zawartość
Książka składa się z dziesięciu rozdziałów i dodatku.

### Rosja
We wstępie do pracy Lenin podkreśla znaczenie rewolucji październikowej dla historii ruchu robotniczego i krytykuje tych działaczy, którzy nie byli w stanie dostrzec rozwoju wydarzeń w Rosji, a także później poddawali krytyce taktykę działania bolszewików. Broni panującej w partii żelaznej dyscypliny i centralizmu demokratycznego jako jedynych, obok stałego kontaktu z masami, środków umożliwiających partii sukces. Lenin opisuje pokrótce historię wydarzeń w Rosji w latach 1903–1917 oraz działalność bolszewików w tym okresie. Następnie poddaje krytyce zarówno mienszewików, jak i anarchistów, osoby sprzeciwiające się traktatowi brzeskiemu oraz ultralewicowe skrzydło partii. Broniąc stanowiska przywództwa bolszewików, wskazuje, iż ultraradykalizm reprezentowany przez trzy ostatnie grupy nie ma racji bytu w warunkach wojny domowej, gdzie niektóre postulaty, naturalne dla socjalistów w czasach pokoju, muszą zostać przewartościowane w imię obrony osiągnięć już uzyskanych.

### Niemcy
Lenin porusza następnie problem rozłamu w KPD, opierając się na publicystyce niemieckich komunistów i podejmując polemikę z artykułem Heinricha Laufenberga (Karla Elrera) „Rozwiązanie partii”. Stanowczo odrzuca zarzut dyktatury monopartyjnej, jaki Erler wysunął wobec bolszewików, i argumentuje, iż całkowicie sztuczne jest twierdzenie o różnicy między dyktaturą partii a dyktaturą mas. Krytykuje KPD za brak współpracy ze związkami zawodowymi oraz niechęć do działań parlamentarnych. Rozwija w tym miejscu pogląd, iż mimo komunistycznego przekonania o niemożności działania w granicach demokracji parlamentarnej taka aktywność jest niezbędna, dopóki wśród robotników panuje przekonanie o skuteczności parlamentaryzmu. Podobny zarzut „ultraradykalizmu” Lenin stawia duńskim działaczom komunistycznym.

### Wielka Brytania
Ponowny zarzut ultraradykalizmu i izolowania się od ruchów masowych Lenin stawia działaczom w Wielkiej Brytanii. Przedstawia koncepcję zjednoczenia się wszystkich sił lewicy radykalnej w partię komunistyczną, która wsparłaby Partię Pracy i zaczęłaby prowadzić wewnątrz niej swoją własną działalność. Ponownie opierając się na próbkach brytyjskiej publicystyki komunistycznej, Lenin zarzuca tamtejszym działaczom sekciarstwo i oderwanie od ruchu masowego.

### Wnioski końcowe
Lenin wyraża w zakończeniu przekonanie, że mimo wielu trudności ruch komunistyczny rozwija się i będzie rozwijał się w dalszym ciągu, natomiast problemy, na które wskazał w książce, są jedynie „dziecięcą chorobą”, o wiele mniej groźną niż np. reformizm. Równocześnie Lenin zaapelował o wyeliminowanie wskazanych przez niego błędów i głębsze korzystanie z doświadczeń partii bolszewickiej.
W kolejnych wydaniach książki pojawiały się dodatki, nawiązujące do bieżących wydarzeń w KPD i włoskim ruchu komunistycznym.

## Recepcja i polemiki
Niektóre partie komunistyczne zdecydowały się na obronę swojego stanowiska lub stwierdzenie, iż Lenin błędnie ocenił intencje partii. List napisany przez działaczy holenderskich w tej sprawie został włączony jako dodatek do jednego z kolejnych wydań pracy. Holendrzy wskazali, iż napiętnowane ultraradykalne stanowisko było jedynie reprezentowane przez grupę działaczy partyjnych, a nie całość jej kierownictwa. Inne organizacje nie protestowały przeciwko wnioskom zawartym w pracy i zobowiązały się na kongresie Kominternu do ich wdrożenia, co jednak zostało przeprowadzone jedynie częściowo.